# Beryli nitride
Beryli nitride Be3N2, là một muối có gốc nitride của beryli. Hợp chất này được điều chế từ các nguyên tố thành phần ở nhiệt độ cao (từ 1100 đến 1500 °C). Khác với hai hợp chất khác có thành phần là beryli là Beryli azide [Be(N3)2], hoặc BeN6, hợp chất này tự phân hủy trong chân không thành beryli và nitơ.

## Điều chế
Beryli nitride được điều chế bằng cách nung nóng bột kim loại Beryli với khí nitơ khô, với điều kiện xúc tác là khí ôxi ở nhiệt độ từ 700 đến 1400 °C.

## Ứng dụng
Hợp chất này được sử dụng với ứng dụng trong việc tạo gốm sứ chịu nhiệt, trong các lò phản ứng hạt nhân và là nguyên liệu quan trọng để sản xuất cacbon phóng xạ 14.

## Phản ứng
Beryli nitride phản ứng với axit vô cơ tạo ra khí amonia và muối kim loại có gốc anion của axit:
Be3N2 + 6 HCl → 3 BeCl2 + 2 NH3
Trong các dung dịch kiềm mạnh, một dạng Berylilat, với sự phá triển thành amonia:
Be3N2 + 6 NaOH → 3 Na2BeO2 + 2 NH3
Hai phản ứng trên cho thấy hợp chất Beryli nitride phản ứng với cả axit và kiềm, tuy vậy, hợp chất cũng phản ứng với nước, với một tốc độ thấp:
Be3N2 + 6 H2O → 3 Be(OH)2 + 2 NH3
Beryli nitride bị oxy hóa khi đun nóng ở 600 °C trong không khí.

## Nguy hại sức khỏe
Nếu trực tiếp tiếp xúc với hóa chất này, dính vào da mắt hoặc hít vào phổi có thể gây kích ứng nặng. Một tác hại của hóa chất, khi nuốt phải, nó gây buồn nôn, tiêu chảy, nôn mửa và đau bụng.